# Alias (gruppo musicale)
Gli Alias sono stati un supergruppo musicale canadese hard rock, formato nel 1988 dal cantante Freddy Curci e dal chitarrista Steve DeMarchi, componenti degli Sheriff, assieme a Roger Fisher, Steve Fossen e Mike DeRosier.
La band pubblicò un album omonimo nel 1990 che fu disco d'oro in USA e Disco di Platino in Canada, raggiungendo la vetta delle classifiche grazie alla power ballad More Than Words Can Say (numero 2), oltre che a brani come Waiting for Love (numero 13) e Haunted Heart (numero 18).
Gli Alias sono inclusi nella classifica Top 20 AOR Records of All Time alla posizione numero 17.
Nel gennaio del 2009 gli Alias pubblicarono il loro secondo album, originariamente composto nel 1992 ma che era rimasto inedito, dal titolo Never Say Never.

## Formazione

### Formazione attuale
- Freddy Curci - voce
- Steve DeMarchi - chitarra
- Marco Mendoza - basso
- Larry Aberman - batteria
- Robert O'Hearn - tastiera
- Denny DeMarchi - chitarra

### Ex componenti
- Roger Fisher - chitarra
- Steve Fossen - basso
- Mike DeRosier - batteria

## Discografia

### Album in studio
- 1990 - Alias
- 2009 - Never Say Never

### Singoli
- 1990 - More Than Words Can Say
- 1990 - Haunted Heart
- 1991 - Waiting for Love
- 1991 - Perfect World